# Paracanthoisis richerdeforgesi
Paracanthoisis richerdeforgesi är en korallart som först beskrevs av Bayer och Carlo de Stefani 1987.  Paracanthoisis richerdeforgesi ingår i släktet Paracanthoisis och familjen Isididae. Inga underarter finns listade i Catalogue of Life.